# Parahyangan

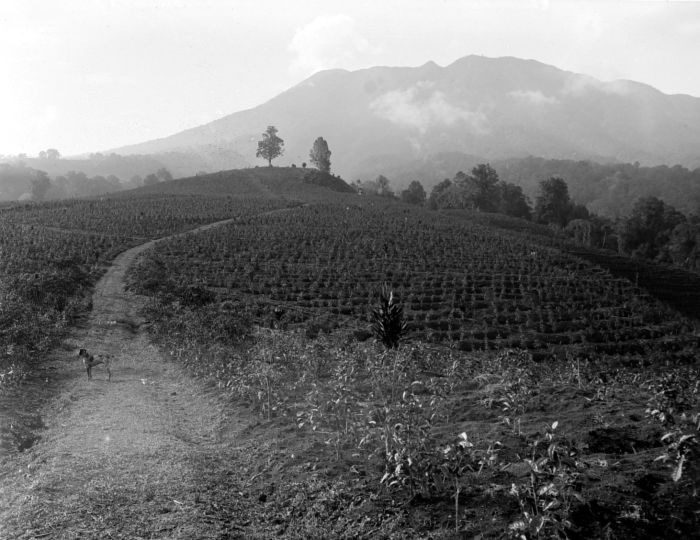
Theeplantage in de hooglanden van Parahyangan (1923)

De Parahyangan, in het Nederlands ook als Preanger of Priangan geschreven, is een bergachtige regio op West-Java van het eiland Java in Indonesië.
Het beslaat de regentschappen (kabupaten):
- Bandung
- West Bandung (Bandung Barat)
- Subang (zuidelijk deel)
- Garut (noordelijk deel)
- Purwakarta
- Sumedang

De totale oppervlakte van dit gebied is ongeveer iets minder dan 1/6 van Java. Parahyangan wordt in het westen begrensd door de kabupaten van Cianjur, in het noorden door die van Karawang en Indramajoe, in het noordoosten door die van Majalengka en Kuningan, in het oosten door de Tasikmalaya.
Naast Parahyangan is er ook het gebied dat bekendstaat als Parahyangan Timur (Oost-Parahyangan), dat de volgende regentschappen omvat:
- Ciamis
- Tasikmalaya
- Kuningan
- Majalengka

samen met de onafhankelijke steden Tasikmalaya en Banjar, die geografisch zijn binnen deze regentschappen vallen maar bestuurlijk geheel onafhankelijk zijn.

## Etymologie
De naam Parahyangan is ontstaan uit het Sundanees en betekent de verblijfplaats van hyangs (goden). De Parahyangan is een bergachtig gebied, en oude Indonesiërs geloofden dat de goden op de bergtoppen woonden. Van Hyang afgeleide plaatsnamen op het eiland Java zijn het Diengplateau in het centrum, of het Hyangplateau in het oosten.
In een Sundanese legende van Sangkuriang is sprake van het prehistorische oude meer in Bandung bassin hoogland, hetgeen zou betekenen dat de Sundanezen al in de regio wonen sinds het stenen tijdperk tijdperk. Een andere populair Sundanees spreekwoord en legende noemt de schepping van de Parahyangan-hooglanden, het kerngebied van het Sundanese rijk; Toen de hyangs (goden) glimlachten werd het land van de Parahyangan. Deze legende stelde het Parahyangan hoogland voor als de speeltuin van de verblijfplaats van de goden, en refereert aan haar natuurlijke schoonheid.
De treinverbinding Jakarta - Bandung heet Kereta Api Parahyangan. Tegenwoordig is het samengevoegd met Argo Gede tot Argo Parahyangan.

## Historie

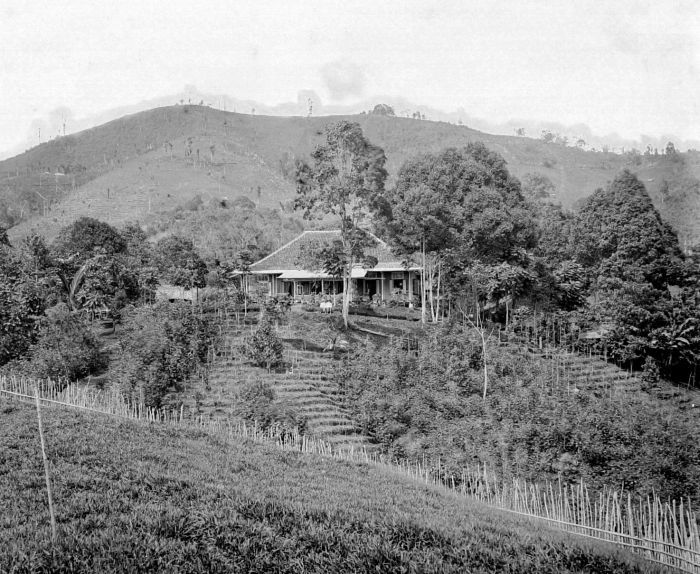
Landhuis thee- en kina-ondernemingen Goenoeng Melati Priangan

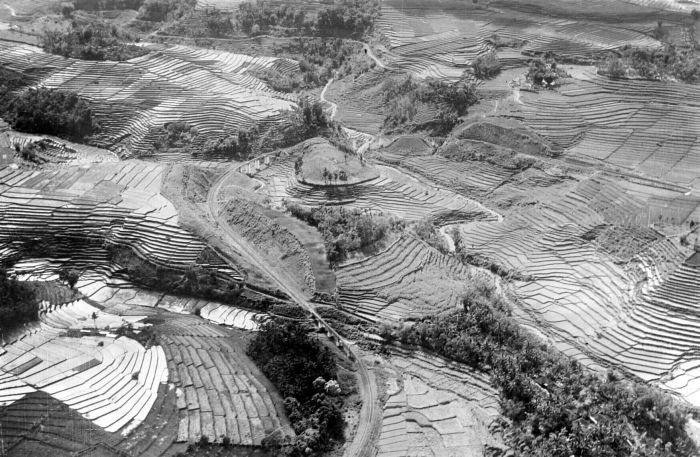
Het sawahlandschap in de Parahyangan Regentschappen in West-Java wordt doorkruist met spoorbanen en bruggen zoals hier bij de Staatspoorlijn Bandjar-Parigi

De Parahyangan (Engels:Parahyangan) is een deel van het voormalige koninkrijk Soenda. Het binnenland van de bergachtige regio Parahyangan werd beschouwd als een heilige plaats in Sundanese Wiwitangeloof. De kabuyutan of mandala (heilige heiligdom) van Jayagiri werd in oude Sundanese teksten genoemd en ligt ergens in de Parahyangan hooglanden, waarschijnlijk ten noorden van het tegenwoordige Bandung op de hellingen van de berg Tangkuban Perahu. Na de val van het Sundanese Koninkrijk in de 16e eeuw werd Priangan beheerd door de edelen en aristocraten van Cianjur, Sumedang en Ciamis. Die prinsen beschouwden zich de rechtmatige erfgenaam van de afstammelingen van Sundanese koning Siliwangi. Hoewel de dominante macht in die tijd in handen was van het sultanaat Bantam en het sultanaat Cirebon, genoten de Sundanese aristocraten van de Parahyangan hooglanden een relatieve interne vrijheid en autonomie.

### Nederlands kolonialisme
In 1617 begon Agung de Grote van het sultanaat Mataram met een militaire actie op heel Java en knechtte het sultanaat Cirebon. In 1618 veroverden Mataramese troepen Ciamis en Sumedang en regeerde het grootste deel van de Parahyangan regio. Het sultanaat Mataram was verwikkeld in een machtsstrijd met de Verenigde Oost-Indische Compagnie die was gevestigd in Batavia. Later verzwakte Mataram geleidelijk door een strijd van opeenvolgende Javaanse prinsen en Nederlandse betrokkenheid in de interne Mataram rechtbank affaire. Om hun posities veilig te stellen deden de latere Mataram koningen aanzienlijke concessies aan de VOC en hebben veel van hun gronden opgegeven die oorspronkelijk waren overgenomen door sultan Agung, met inbegrip van de Parahyangan. Sinds het begin van de 18e eeuw was Parahyangan onder Nederlands bestuur.
In de Nederlandse koloniale tijd werd dit gebied De Parahyangan genoemd. De hoofdstad van de Parahyangan lag in eerste instantie in Tjiandjoer (Cianjur), en werd later verplaatst naar Bandung, dat zich geleidelijk had ontwikkeld tot een belangrijke nederzetting. Door het 19e-eeuwse koloniale Nederland werd het grootste deel van Java in bezit genomen. En door de bouw van Daendels' Javaanse Grote Postweg werd het Parahyangan plantagegebied verbonden met de haven van Batavia en vele andere delen van Java, zodat de Parahyangan open lag voor investeringen, exploitaties en het bedrijfsleven. De Parahyangan was een belangrijk en productief plantagegebied tijdens Nederlands-Indië tijdperk door de koffie, thee, kinine en andere gewassen die door veel Nederlandse plantageeigenaren winstgevend werd geproduceerd.
De beroemde Java koffie die door de Nederlanders wereldwijd werd verhandeld was eigenlijk koffie die geteeld werd in het Parahyangangebied. De socioloog Jan Breman, die in een kleine groep decennialang onderzoek naar economie en dwangculures van het eiland verrichte, schrijft dat de koffieteelt op Java van groot belang was in het stelsel van koloniale exploitatie met een zwaar gewicht in het totaal van baten die aan Nederland ging.
In het begin van de 20e eeuw groeide Bandung uit tot een belangrijke nederzetting en een goed aangelegde stad. Het vooroorlogse Bandung werd ontworpen als de nieuwe hoofdstad van Nederlands-Indië, maar door de Tweede Wereldoorlog werd dit plan opgegeven. Na de Indonesische onafhankelijkheid wordt Parahyangan beschouwd als romantische historische naam van de bergachtige regio van West-Java die om Bandung ligt.